# The Gamers
The Gamers è il primo di tre film prodotti dalla Dead Gentlemen Productions dedicati ai giochi di ruolo, tutti e tre molto apprezzati nel settore e riprodotti spesso durante le convention sull'argomento.
La loro diffusione è alta nel web ed è possibile acquistare i DVD dal sito della Dead Gentlemen Productions.

## Trama
Il film continua a passare dalla realtà alla finzione, infatti, gli attori impersonano sia i giocatori sia i personaggi che stanno giocando all'interno dell'avventura.
La storia nel piano della realtà non è particolarmente sviluppata: si tratta di una chiassosa partita ad un gioco di ruolo e delle continue interruzioni che i giocatori fanno allo studio di Emily Olson, nella realtà una studentessa del dormitorio in cui è ambientata la partita.
La storia è invece sviluppata all'interno dell'avventura che il Master fa compiere ai suoi giocatori. Dopo aver ricevuto la richiesta di aiuto dal re Orlando il Ragionevolmente Giusto per salvare sua figlia, unica erede al trono, dalle grinfie dell'antagonista del film, The Shadow, il gruppo si dirige alla locanda in cerca di informazioni; dopo l'incontro con un loro vecchio nemico, Hunk, partiranno dalla locanda per dirigersi verso sud, dove è nascosto The Shadow.
Durante una notte, a Rogar appare la principessa (sempre Emily Olson) che implora aiuto e esorta l'eroe a continuare a dirigersi verso sud, dove The Shadow la tiene prigioniera. La scena mostra un comportamento tipico dei giocatori, che pretendono di intervenire nelle azioni anche quando stanno dormendo o non si sono accorti di cosa sta succedendo.
Successivamente, dopo diverse avventure che comprendono la morte di Ambrose e la sua sostituzione con il nuovo personaggio Magellan, i personaggi giungono nelle segrete di The Shadow. Il nemico viene sconfitto grazie all'astuzia di Magellan, alla forza di Rogar e al sacrificio del personaggio di Mark, non presente alla sessione di gioco.
Ucciso The Shadow, il gruppo va a cercare la principessa inoltrandosi in un dungeon che è lo stesso dormitorio universitario in cui i giocatori stanno giocando. Nella scena finale realtà e gioco si sovrappongono: i personaggi entrano nella stanza di gioco e uccidono i giocatori e il master.
Richiamata ancora una volta dal baccano, la studentessa/principessa entra nella stanza, ignora i giocatori morti e si rivolge ai personaggi vivi e li minaccia di chiamare la sicurezza del campus se non smetteranno di disturbare il suo studio. Dal canto loro i personaggi, riconoscendola come la principessa, ignorano i suoi rimproveri e sono felici di averla trovata. Dopo aver preso in giro le orecchie dell'elfo e aver dato del weirdo e loser a due dei presenti, la studentessa torna in stanza per cercare di studiare.
L'ultima battuta del film riassume il parere di Emily Olson verso il mondo dei giochi di ruolo: fucking gamers.

## Temi propri del gioco di ruolo
Il film mostra quelli che sono i più paradossali e esilaranti stereotipi dei giochi di ruolo, e in particolare:
Giocare personaggi assentiChris Duppenthaler (Mark il rosso) non partecipa per la terza volta alla partita al gioco di ruolo per uscire con la sua ragazza. Così dal momento che secondo logica il suo personaggio non può scomparire dall'avventura, viene giocato passivamente dal master: così l'attore rappresenta Mark il rosso che segue il gruppo senza interagire e senza di fatto compiere nulla e privo di espressione. Il paradosso più evidente viene presentato durante uno scontro con alcuni banditi, questi ultimi stupiti guardano il guerriero immobile senza attaccarlo e addirittura girandoci attorno. Il personaggio si animerà improvvisamente quando Mark giocatore si presenterà momentaneamente ai suoi amici.
Aleatorietà degli eventiNei giochi di ruolo le capacità dei personaggi sono in genere espresse in funzione di una probabilità. Così facendo un personaggio, per esempio, molto forte è sostanzialmente una persona che ha una maggiore probabilità di compiere grandi sforzi fisici: la probabilità viene quindi calcolata grazie ai tiri dei dadi. Nel film vengono mostrate alcune scene assurde, come Rogar il barbaro che, convinto di essere perfettamente in grado di resistere alla birra nanica, ne tracanna un boccale e sviene, oppure non riesce a sollevare una grata di metallo, che viene invece scardinata da un personaggio che ha un terzo della forza di Rogar soltanto perché ha avuto maggiore fortuna nel tiro del dado. O, d'altra parte, Nimble che ruba i pantaloni a un avventore in locanda giustificandosi con l'espressione lucky roll, tiro fortunato.
Morte dei personaggiNei giochi di ruolo capita spesso che un personaggio muoia in combattimento, in una trappola o per colpa di un incantesimo, così il giocatore, per continuare a giocare con i propri amici, si vede costretto a ricrearsi un personaggio e, in genere, tende a crearsene uno simile al precedente. Il film riprende questo luogo comune in chiave comica facendo morire Ambrose, il mago apprendista e sostituendolo con Magellan, il mago viandante. Ovviamente gli amici non si ricordano della differenza e chiamano sempre Magellan con il nome del personaggio precedente, Ambrose.
Interesse al gioco, non alla storiaTipico del giocatore di ruolo interessarsi soprattutto ai punti esperienza, ai tesori o agli oggetti magici, talvolta l'interesse per l'accumulo di questi premi porta i giocatori a compiere azioni che escono dal realismo della storia, come seppellire il loro compagno caduto per ottenere dei punti pietà e recuperare il suo equipaggiamento o rubare qualsiasi cosa sia loro possibile.